# دندروپارک استپاناوان
دندروپارک استپاناوان (ارمنی: Ստեփանավանի դենդրոպարկ) که به صورت رسمی نامیده می‌شود یک درختستان می‌باشد که در نزدیکی روستای گیولاگاراک در استان لوری، ارمنستان واقع شده‌است. این مکان در ۸۵ کیلومتری شمال پایتخت، ایروان قرار گرفته‌است. این پارک توسط مهندس لهستانی ادموند لیونویچ تأسیس شده‌است. این درختستان مجموعاً ۳۵ هکتار را احاطه کرده‌است که ۱۵ هکتار آن درختان … می‌باشد.

امروزه این درختستان مورد توجه دانشمندان حرفه‌ای و گردشگران می‌باشد.

## نگارخانه

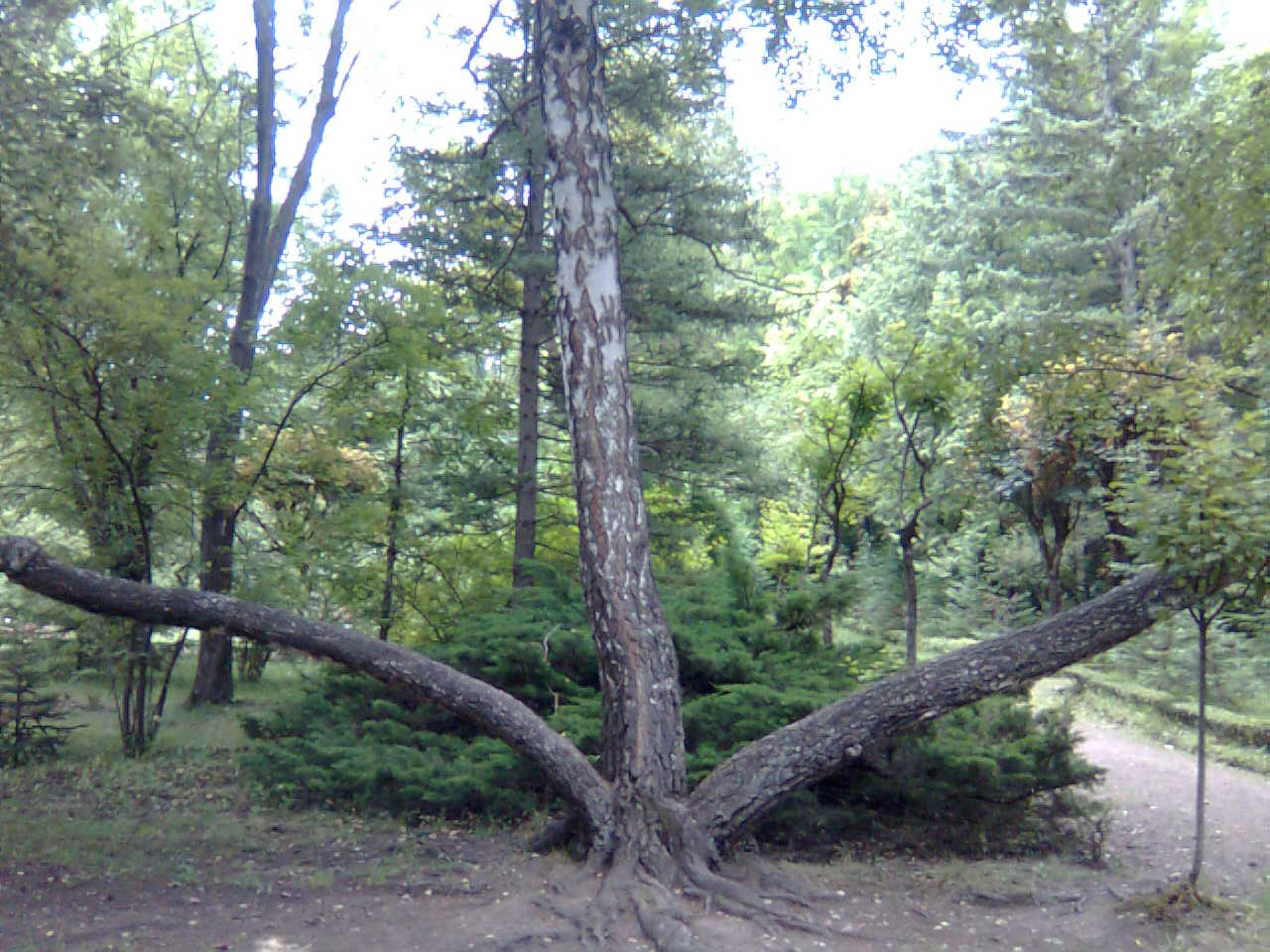
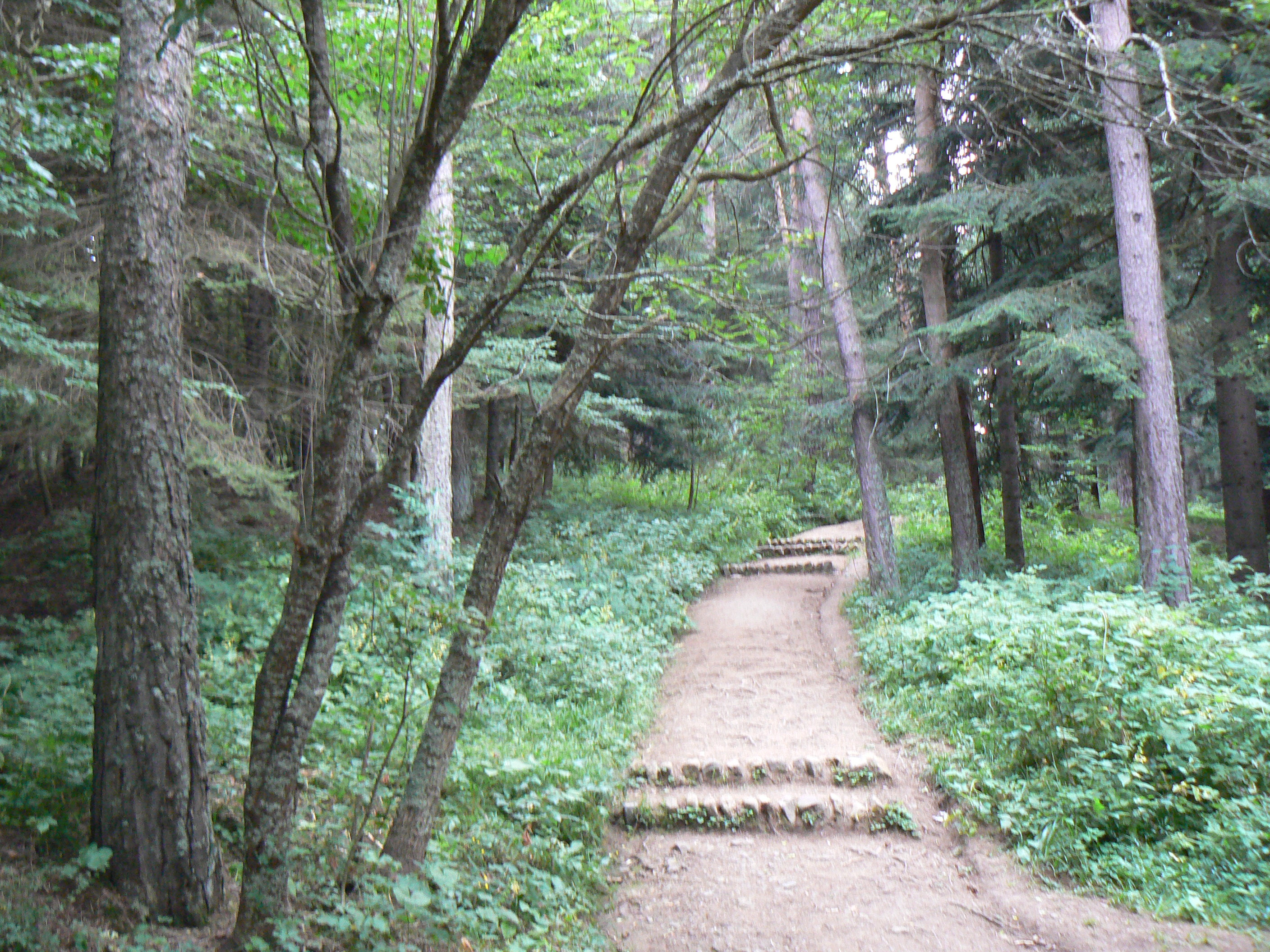
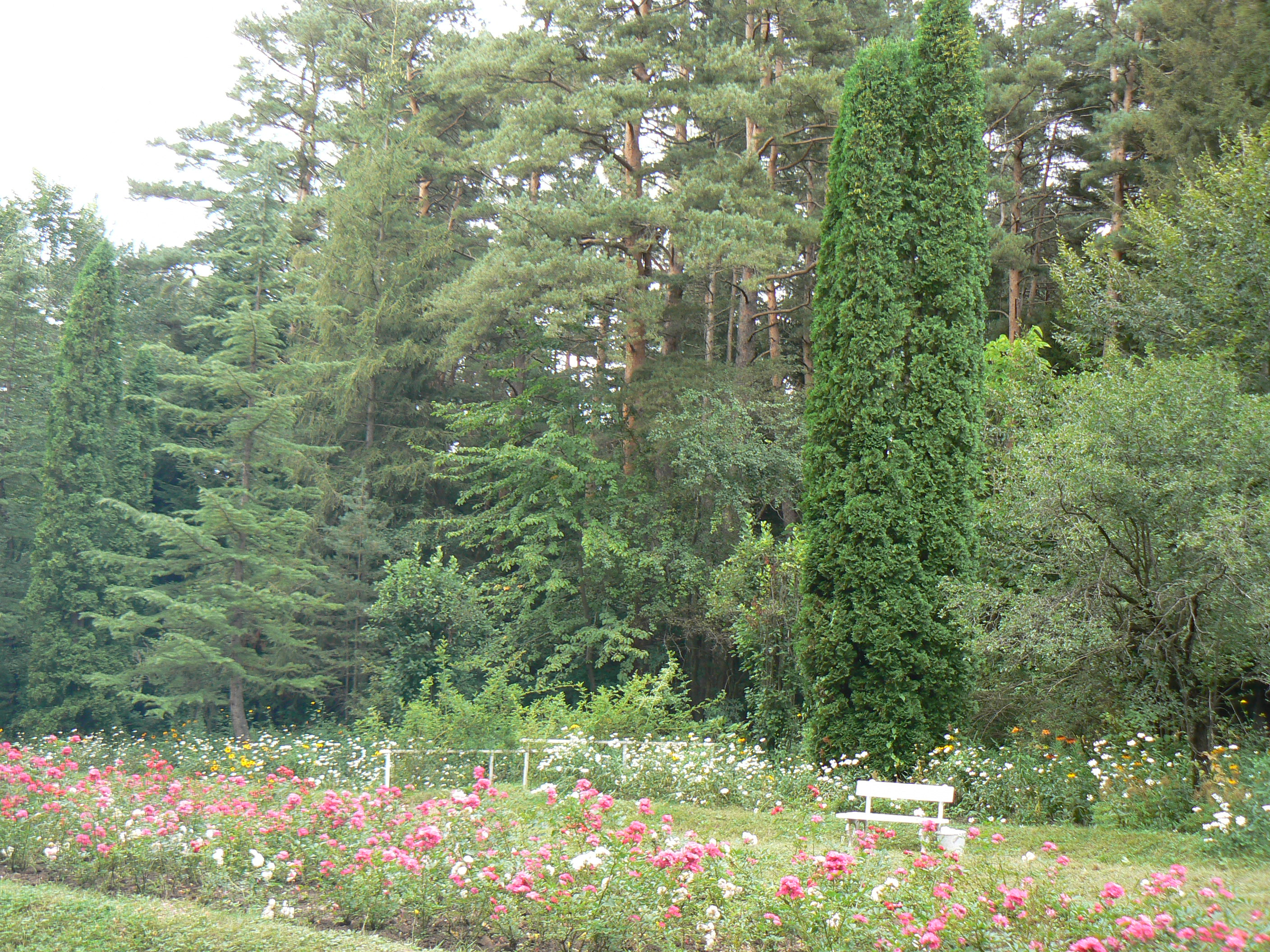
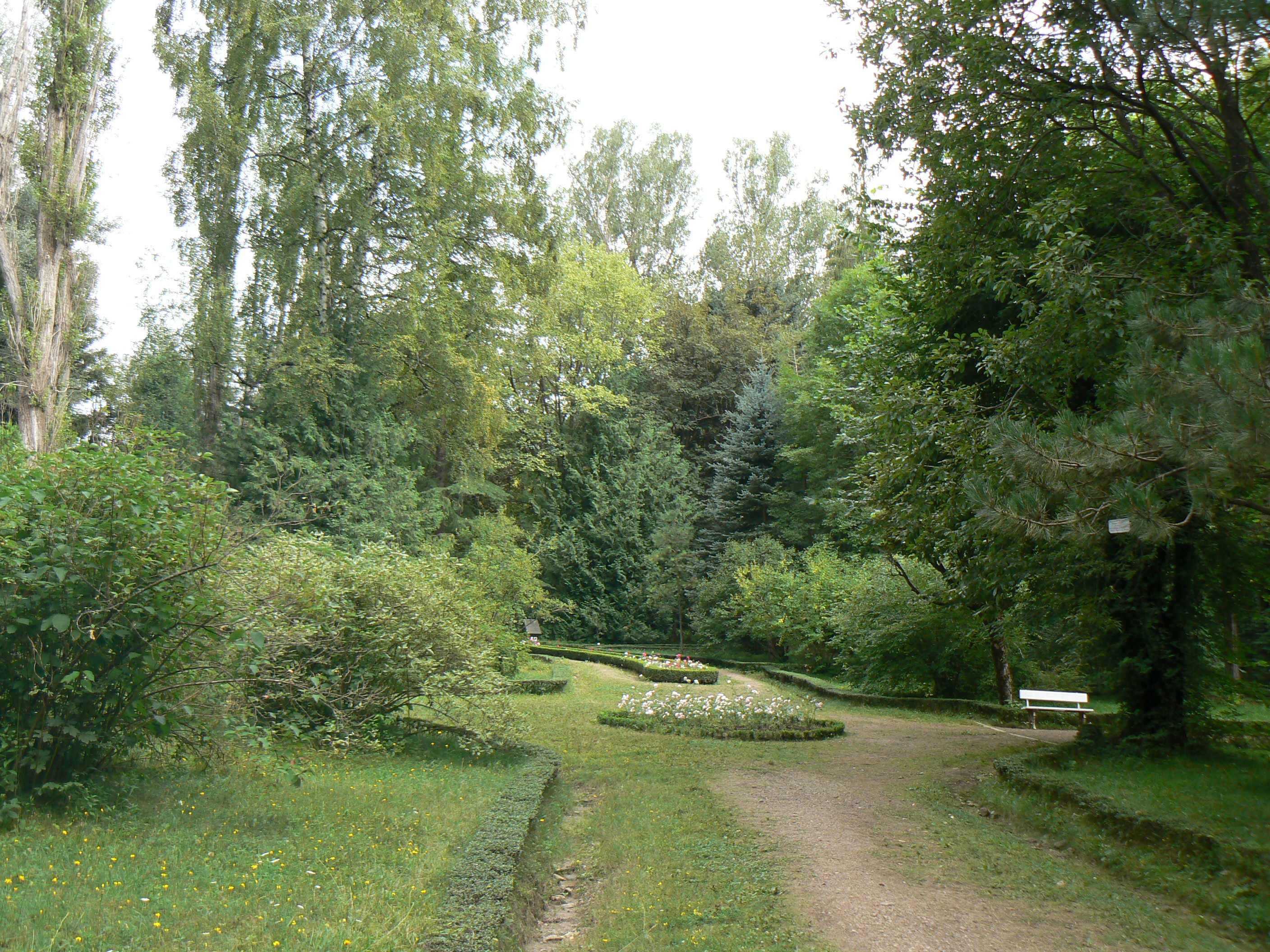
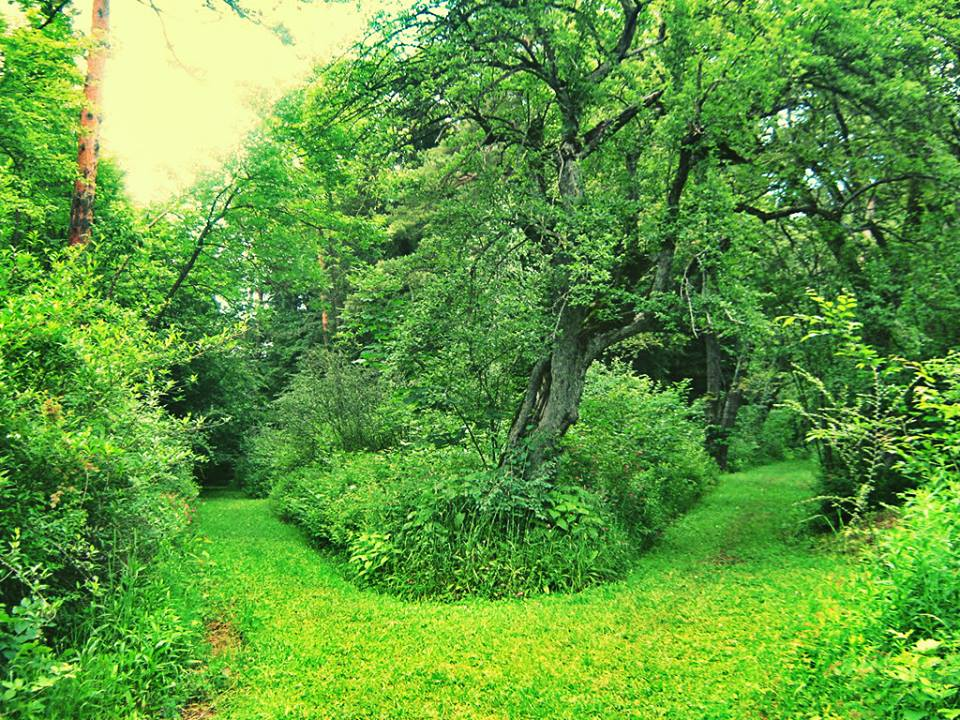
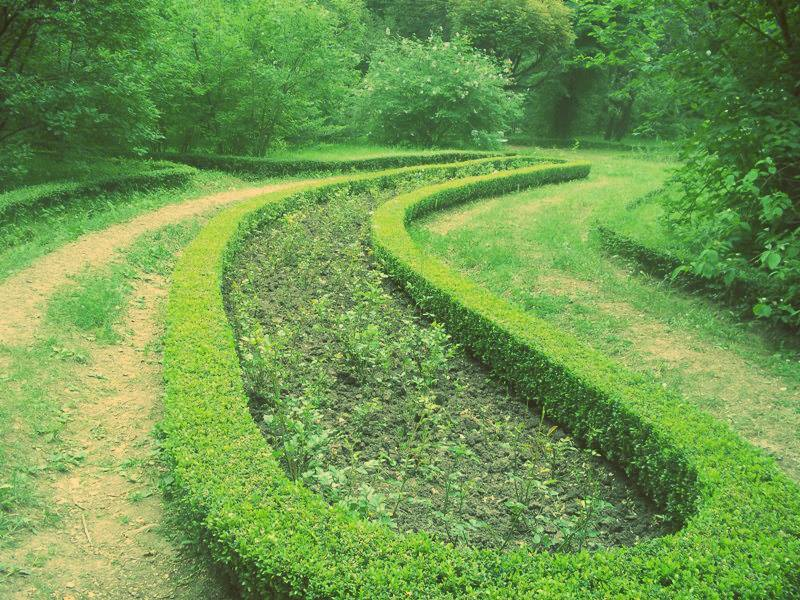